# Erwin Hahn (Physiker)
Erwin Louis Hahn (* 9. Juni 1921 in Sharon, Pennsylvania; † 20. September 2016) war ein US-amerikanischer Festkörperphysiker.

## Leben
Hahn studierte am Juniata College der Purdue University (Bachelor-Abschluss in Chemie) und – nach Wehrdienst im Zweiten Weltkrieg in der United States Navy, wo er Radar- und Sonartechnik unterrichtete – an der University of Illinois als Assistent des Betatron-Entwicklers Donald William Kerst. Da er die seiner Meinung nach rein elektrotechnische Gruppenarbeit am Betatron nicht mochte, wechselte er zur gerade von Edward Mills Purcell (Harvard University) und Felix Bloch (Stanford University) entdeckten Kernspinresonanz (NMR) und promovierte 1949 darüber bei Arnold Nordsieck (Titel der Doktorarbeit: Nutation of the nuclear magnetic moment and associated effects in spin ensembles), wobei er wichtige Anregungen James H. Bartlett (1904–2000) verdankte. 1950 arbeitete er  als Postdoc mit Charles P. Slichter an der University of Illinois; in diese Zeit fällt die Entdeckung des NMR-Spin-Echos durch Hahn. 1950 bis 1952 war er in der NMR-Gruppe von Bloch an der Stanford University tätig. Danach baute er am IBM Thomas J. Watson Research Center (und der mit dem Labor kooperierenden Columbia University) eine NMR-Gruppe auf und wandelte dort einige seiner früheren Entdeckungen in Patente um. Ab 1955 war er Assistant Professor an der University of California, Berkeley, wo er 1961 eine volle Professur erhielt und 1991 emeritierte. Er forschte aber weiter z. B. an der Oxford University, in Kanada und Japan sowie als Stipendiat der Humboldt-Stiftung am Max-Planck-Institut für medizinische Forschung in Heidelberg.
Hahn ist bekannt als Entdecker des Spin-Echos, das z. B. ganz wesentlich in der Magnetresonanztomographie (MRT) verwendet wird. Die Antwortsignale nach einer Reihe zeitlich abgestimmter NMR-Hochfrequenz-Impulse mit wohldefiniertem Phasenverhältnis liefert Informationen über die Relaxationsphänomene der Kernspins im Festkörper bzw. in der Flüssigkeit und damit über die Umgebung der Kernspins. Ab den 1960er Jahren betrieb er auch Forschungen zur Laserspektroskopie, wo er mit seinem Studenten Samuel L. McCall selbstinduzierte Transparenz entdeckte, ein nichtlinearer Effekt (Soliton-Phänomen), der z. B. bei Experimenten zur „Verlangsamung des Lichts“ eingesetzt wurde.
In den 1950er Jahren arbeitete er auch für die wissenschaftliche Berater-Firma Harold Lyons, an der auch Theodore Maiman, den er zur Firma brachte, an seinem Rubidium-Laser arbeitete.

## Auszeichnungen
- 1971 Oliver E. Buckley Condensed Matter Prize
- 1971 Preis der International Society for Magnetic Resonance (ISMAR)
- 1971 Fellow der American Academy of Arts and Sciences
- 1972 Mitglied der National Academy of Sciences der Vereinigten Staaten von Amerika
- 1983 Wolf-Preis
- 1992 Auswärtiges Mitglied der  Académie des sciences
- 1993 Comstock-Preis für Physik
- 2000 Auswärtiges Mitglied der Royal Society
- 2001 Ehrendoktorwürde der Universität Stuttgart
- 2009 Ehrendoktorwürde der Universität Oxford

Hahn ist Ehren-Fellow des Brasenose College der Universität Oxford.
Das 2005 gegründete Erwin L. Hahn Institute for Magnetic Resonance Imaging in Essen ist nach ihm benannt.